# Michel Chamillart
Michel Chamillart lub Chamillard (ur. 2 stycznia 1652 w Paryżu, zm. 14 kwietnia 1721 tamże) – francuski mąż stanu i minister Ludwika XIV. Generalny kontroler finansów w okresie 5 września 1699 - 20 lutego 1708.

## Życiorys
Urodził się w Paryżu w świeżo nobilitowanej rodzinie. Jak większość polityków swych czasów rozpoczął karierę jako doradca paryskiego parlamentu (1676), maître des requêtes (1686) i intendentem generalitetu w Rouen (styczeń 1689). Ponieważ był przystojny i elegancki, cieszył się sympatią markizy de Maintenon, a przez nią także i króla. W roku 1690 został intendentem finansów, a 5 września 1699 roku Ludwik XIV uczynił go generalnym kontrolerem finansów, do którego stanowiska dodał funkcję sekretarza stanu od spraw wojny 7 stycznia 1701 roku.
Sytuacja Chamillarta był ciężka. Wojenny deficyt osiągnął w 1699 roku 53 miliony liwrów, a kredyt był niemal wyczerpany. Chamillartowi brakowało jednak energii i inteligencji by w pełni uzdrowić finanse państwa. Uciekał się jedynie do tradycyjnych metod; psucia monety (pięciokrotna obniżka zawartości kruszcu w ciągu zaledwie 6 lat), uzgodnienia mniejszego procentu spłacanego długu i podwyższenia podatków.
Próbował puścić w obieg papierowe pieniądze: billets de monnaie, rezultaty dla gospodarki okazały się jednak złe. Studiował projekty Vaubana i propozycje Boisguilleberta wprowadzenia nowego podatku taille, lecz nie wdrożył ich.
W październiku 1706 roku przekazał królowi wiadomość, że dług państwowy wzrósł do 288 mln liwrów i że deficyt na rok 1707 wyniesie 160 milionów. W październiku 1707 zauważył z konsternacją, że zysk na rok 1708 będzie musiał być w całości przeznaczony na spłatę wierzycieli państwa. Wobec tego Chamillart, który już w roku 1706 prosił o emeryturę, uzyskał zwolnienie z urzędu. Naród obwiniał go niesłusznie o ruinę finansową państwa, której prawdziwa przyczyna była kosztowna wojna o sukcesję hiszpańską (1702–1714).
Jako sekretarz stanu był odpowiedzialny za zorganizowanie armii po porażkach z lat 1704, 1706 i 1708. Udało mu się to tylko po części ponieważ skarb był pusty. Po przegranej w 1706 (bitwa pod Turynem) przestrzegał króla, ze wróg będzie dyktował warunki pokoju. Chamillarta oskarżono, że w bitwie pod Turynem dowodził jego nieudolny zięć Louis d’Aubusson de la Feuillade. W końcu nawet markiza de Maintenon odwróciła się od Chamillart, tak, że dnia 10 czerwca 1709 roku zrezygnował z sekretariatu stanu
Dokumenty Chamillarta opublikowano dwukrotnie:
- G Esnault, Michel Chamillart, contrôleur général et secrétaire d'état de la guerre, correspondance et papiers inédits (2 vols, Paris, 1885)
- A de Boislisle in vol. 2 of his Correspondance des controleurs généraux (1883).